# هنري روبنسون
هنري روبنسون (بالإنجليزية: Henry Robinson)‏ (1 يناير 1909 في المملكة المتحدة - ) هو لاعب كرة قدم بريطاني في مركز الهجوم. لعب مع نادي سندرلاند ونادي هارتلبول يونايتد ونادي نيلسون وكروك تاون ‏ وسبنيمور يونايتد ‏ وهوردن كوليري ولفير ‏ ودارلينجتون إف سى.